# Špilje
Špilje (nemško Spielfeld) je bivša občina in naselje v južni Avstriji v okrožju Lipnica na Štajerskem.  Danes je del občine Straß in Steiermark.
V Špilju oziroma na slovenski strani v Šentilju se nahaja največji mejni prehod med Avstrijo in Slovenijo.

## Pobrateni občini
- Kungota
- Šentilj